# Pierzchno (Poznań)
Pour les articles homonymes, voir Pierzchno.
Pierzchno (prononciation : [ˈpjɛʂxnɔ], en allemand : Perchen) est un village polonais de la gmina de Kórnik dans le powiat de Poznań de la voïvodie de Grande-Pologne dans le centre-ouest de la Pologne.
Il se situe à environ 5 kilomètres au nord-est de Kórnik (siège de la gmina) et à 22 kilomètres au sud-est de Poznań (siège du powiat et capitale régionale).

## Histoire
De 1975 à 1998, le village faisait partie du territoire de la voïvodie de Poznań.

Depuis 1999, Pierzchno est situé dans la voïvodie de Grande-Pologne.
Le village possède une population de 384 habitants en 2014.